# داليا فرايدلاند
داليا فرايدلاند (بالعبرية: דליה פרידלנד‏) هي مغنية وممثلة إسرائيلية، ولدت في 13 فبراير 1935.

## وصلات خارجية
- داليا فرايدلاند على موقع IMDb (الإنجليزية)
- داليا فرايدلاند على موقع ميوزك برينز (الإنجليزية)
- داليا فرايدلاند على موقع قاعدة بيانات الفيلم (الإنجليزية)